# راه شیری ۲
راه شیری ۲ (به مالایالم: Aakasha Ganga 2) و (به انگلیسی: Milky Way 2) فیلمی هندی محصول سال ۲۰۱۹ و به کارگردانی وینایان است. در این فیلم بازیگرانی همچون وینا پی. نایر، رامیا کریشنان و سلیم کومار ایفای نقش کرده‌اند.
این فیلم دنباله فیلم راه شیری است.